# Course de côte de la Serra da Estrela
La Rampa da Serra da Estrela (ou Rampa da Covilhã) est une compétition automobile portugaise organisée par le Clube Aventura do Minho (ou CAMI), près de Covilhã, dans le centre-est du pays sur la route nationale 339.

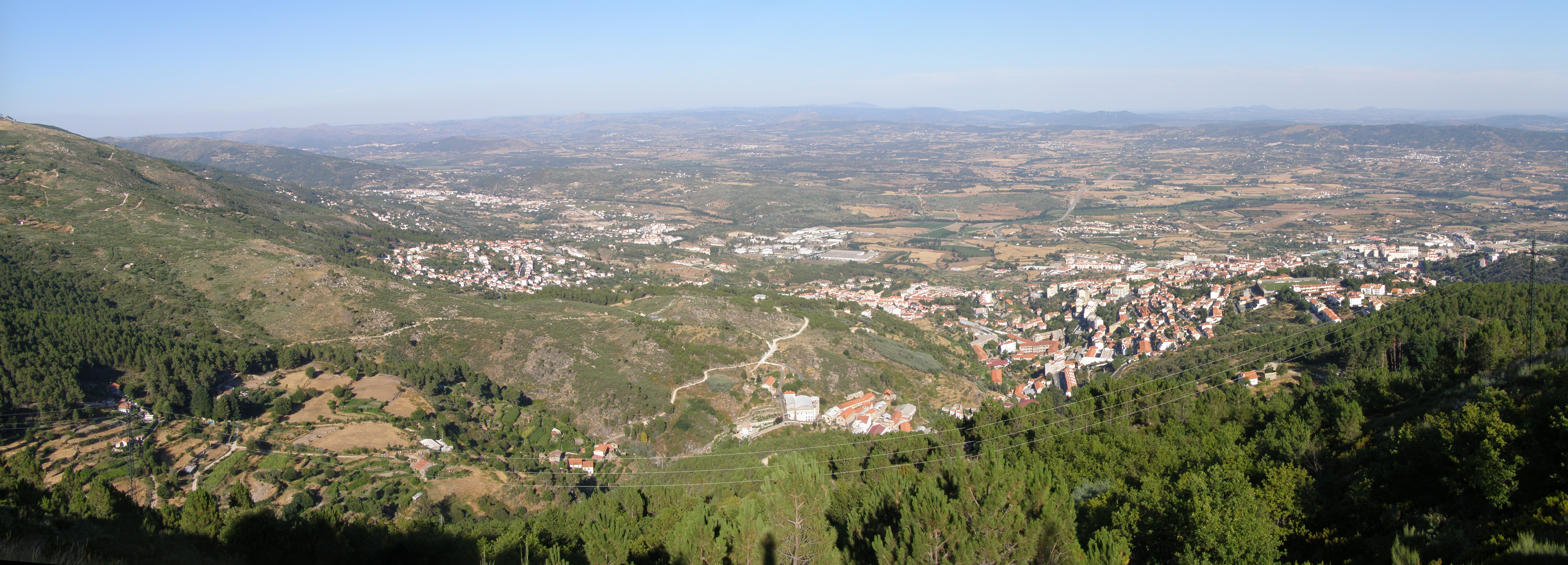
Surplombs de Covilhã.

## Histoire
Dès sa première édition, la côte est intégrée au championnat d'Europe de la montagne. Elle y reste jusqu'en 1983, puis y revient de 2002 à 2010 après trois saisons d'absence, soit un total de 15 présences.
Le parcours est le plus souvent de 5 kilomètres (5240 m), avec un dénivelé de 454 mètres, une inclinaison moyenne de 9,12 %, et une portion à 11,56 %. Le départ est à 846 mètres, l'arrivée à 1 300 mètres.
En 2009, l'Italien Simone Faggioli, victorieux à quatre reprises tout comme son compatriote Mauro Nesti, établi un temps record de 2 min 28 s 84 au cours de l'ascension avec son Osella FA30, à la vitesse moyenne de 121,18 km/h (4 min 59 s 73 au cumul des deux manches).

## Palmarès

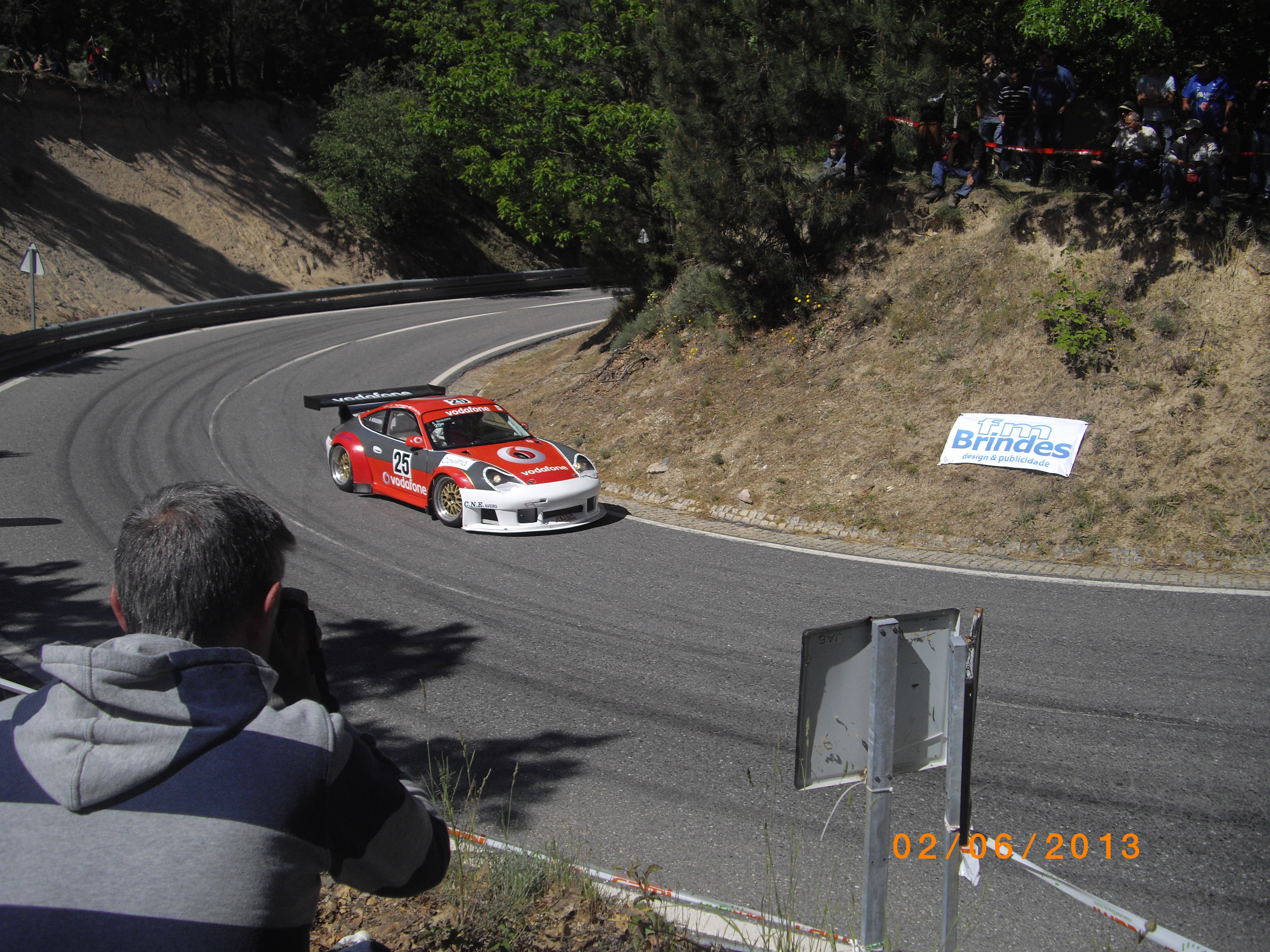
Rampa da Covilhã (à Rosa Negra, en 2013).

| Année        | Vainqueur                | Voiture              |
| ------------ | ------------------------ | -------------------- |
| 1976         | Mauro Nesti              | Lola-Chevron         |
| 1977         | Mauro Nesti              | Lola T294            |
| 1978         | Jean-Marie Alméras       | Porsche 935 T        |
| 1979         | Mauro Nesti              | Lola T297            |
| 1980         | Michel Pignard           | TOJ- BMW             |
| 1981         | Jean-Louis Bos           | Lola                 |
| 1983         | Mauro Nesti              | Osella-BMW           |
| 1999         | Pedro Matos Chaves       | Toyota Corolla WRC   |
| 2000         | Carlos Rodrigues         | Porsche 911 RSR      |
| 2001         | Manuel Ferreira da Silva | Ford Escort Cosworth |
| 2002         | Franz Tschager           | Osella PA 20S        |
| 2003         | Simone Faggioli          | Osella-BMW           |
| 2004         | Andrea de Blagi          | Osella PA 21S        |
| 2005         | Simone Faggioli          | Osella PA 21S        |
| 2006         | Giulio Regosa            | Lola F3000           |
| 2007         | Andrés Vilariño          | Reynard F3000 E2     |
| 2008         | Lionel Régal             | Reynard Oil          |
| 2009         | Simone Faggioli          | Osella FA30          |
| 2010         | Simone Faggioli          | Osella FA30          |
| 2011 et 2012 | Non disputée             | Non disputée         |
| 2013         | Tiago Reis               | Norma M-20FC         |
| 2014         | Pedro Salvador           | Tatuus PY012         |
| 2015         | João Fonseca             | Norma M-20FC         |
| 2016         | Pedro Salvador           | Norma M-20FC         |
| 2017         | Rui Ramalho              | Osella PA2000 E2     |
| 2018         | Rui Ramalho              | Osella PA2000 E2     |

## Autre épreuve notable du championnat portugais de la montagne
- Course de côte de Falperra (comptant pour le championnat d'Europe depuis 1978).